# 까마빠

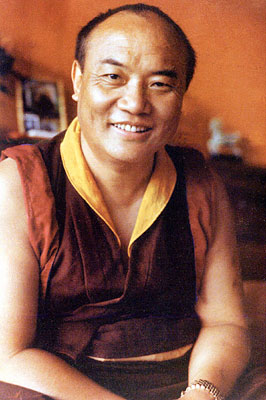

까마빠(ཀརྨ་པ་, Karmapa)는 티베트 불교 까귀파의 12까귀분파 중 까마까귀의 최고 지도자이다. 금강총지의 화신으로 여겨지며, 티베트 불교에서 환생 제도의 전통을 제일 먼저 시작하였다. 정식 칭호는 게와까마빠(Gyalwa Karmapa)이고, 명나라 영락제가 준 칭호인 대보법왕(大寶法王)이라고도 한다. 쇠남린첸의 제자 뒤숨첸빠가 1147년 동부 티베트 리오체 부근의 까마에서 까마댄사 사원을 세운 것이 까마까귀와 까마빠의 시작이다.
까마박시는 까마까귀를 시작한 뒤숨첸빠를 제1대 까마빠로 규정하고, 자신이 제2대 까마빠가 되었다. 까마박시가 죽은 뒤 후계자가 2명이 나타나 검은 모자를 쓴 랑중도제의 흑모파(黑帽派)와 붉은 모자를 쓴 작빠셍게의 홍모파(紅帽派)로 갈라졌다. 홍모파는 샤마빠로 분립하였고, 현재 까마빠는 흑모파이다.

## 역대 까마빠
| 대수      | 이름         | 생몰년     |
| --------- | ------------ | ---------- |
| 1 (추존)  | 뒤숨첸빠     | 1110－1193 |
| 2 (추존)  | 까마박시     | 1204－1283 |
| 3         | 랑중도제     | 1284－1339 |
| 4         | 로빼도제     | 1340－1383 |
| 5         | 데진셱빠     | 1384－1415 |
| 6         | 통와된땐     | 1416－1453 |
| 7         | 최작갸초     | 1454－1506 |
| 8         | 미괴도제     | 1507－1554 |
| 9         | 왕축도제     | 1556－1603 |
| 10        | 최잉도제     | 1604－1674 |
| 11        | 예셰도제     | 1676－1702 |
| 12        | 창춥도제     | 1703－1732 |
| 13        | 뒨두도제     | 1733－1797 |
| 14        | 덱쵝도제     | 1798－1868 |
| 15        | 차찹도제     | 1871－1922 |
| 16        | 랑중릭빼도제 | 1924－1981 |
| 17 (대립) | 친레타예도제 | 1983－     |
| 17        | 오겐친레도제 | 1985－     |

## 같이 보기
- 샤마빠